# دانه‌خوار شکم‌مروارید
دانه‌خوار شکم‌مروارید (نام علمی: Sporophila pileata) نام یک گونه از سرده دانه‌خوارهای اصلی است.